# Neonauclea gigantea
Neonauclea gigantea là một loài thực vật có hoa trong họ Thiến thảo. Loài này được (Valeton) Merr. mô tả khoa học đầu tiên năm 1915.